# Edward Livingston
Edward Livingston (26 de mayo de 1764 - 23 de mayo de 1836) fue un prominente jurista y estatista estadounidense. Fue una figura influyente en la elaboración del Código Civil de Luisiana de 1825, un código basado largamente en el Código Napoleónico. Representó a Nueva York y luego a Luisiana en el Congreso y ocupó el cargo de Secretario de Estado de los Estados Unidos desde 1831 hasta 1833.